# 張瑾 (洪武進士)
張瑾，山西平定人，明朝政治人物、进士。

## 生平
洪武十七年，鄉試中舉。洪武十八年（1385年）乙丑科登進士，授涇陽縣教諭。